# Кочар, Ерванд Семёнович
Ерванд Семёнович Кочар (арм. Երվանդ Քոչար; Кочарян; 15 июня 1899[…], Тифлис — 22 января 1979[…], Ереван) — советский, армянский скульптор, художник-живописец, график. Народный художник СССР (1976).

## Биография
Родился в семье Семёна Кочаряна, выходца из Шуши (Карабах).
В 1906—1918 годах учился в Нерсисянновской семинарии, одновременно посещал школу живописи и скульптуры при Кавказском Обществе поощрения изящных искусств (школа Оскара Шмерлинга) в классе армянского художника Егише Тадевосяна. В 1918—1919 годах обучался в Государственных свободных художественных мастерских в Москве, в классе Петра Кончаловского.
В 1921—1936 годах жил в Париже. За 13 лет пребывания за границей участвовал в многочисленных выставках. Организовал 5 персональных выставок, удостаиваясь высоких искусствоведческих отзывов.
Во Франции создал новый вид художественно-пластической выразительности «Живопись в пространстве» («Peinture dans l’espace»), которое включает время, как дополнительное четвёртое измерение.
В 1936 году вернулся в СССР. На родине его обвиняли в формализме, что в то время считалось синонимом «врага народа». Его первая персональная выставка состоялась в 1965 году, лишь через 30 лет после его возвращения в Армению. Запреты, тюремное заключение, изоляция, повлияли на его творчество, но в этом случае, видимо, сработал закон противодействия. Свою роль сыграла и «хрущёвская оттепель».
В эти годы были созданы полотна «Экстаз» (1960), «Ужасы войны» (1962), монументальные скульптуры «Орел Звартноца» (1955), «Меланхолия» (1959), «Муза кибернетики» (1972), «Вардан Мамиконян» (1975), ставший символом Еревана «Давид Сасунский» (1959), пространственные картины и другие шедевры.
Среди работ: иллюстрации к эпосу «Давид Сасунский» (гуашь, 1939, КГ Армении, Ереван). В живописных работах художника — жанровые композиции, портреты, натюрморты, монументальное панно «Ужасы войны» (1962, создано под впечатлением «Герники» П. Пикассо).
По воспоминаниям Льва Осповата, художник говорил: «То, что вы видели в мастерской, я делаю для себя. А это [статую Давида Сасунского] — для кесаря. Но с кесарем я расплачиваюсь чистым золотом».
Скончался 22 января 1979 года в Ереване. Похоронен на Ереванском городском кладбище Тохмах.

## Награды и звания

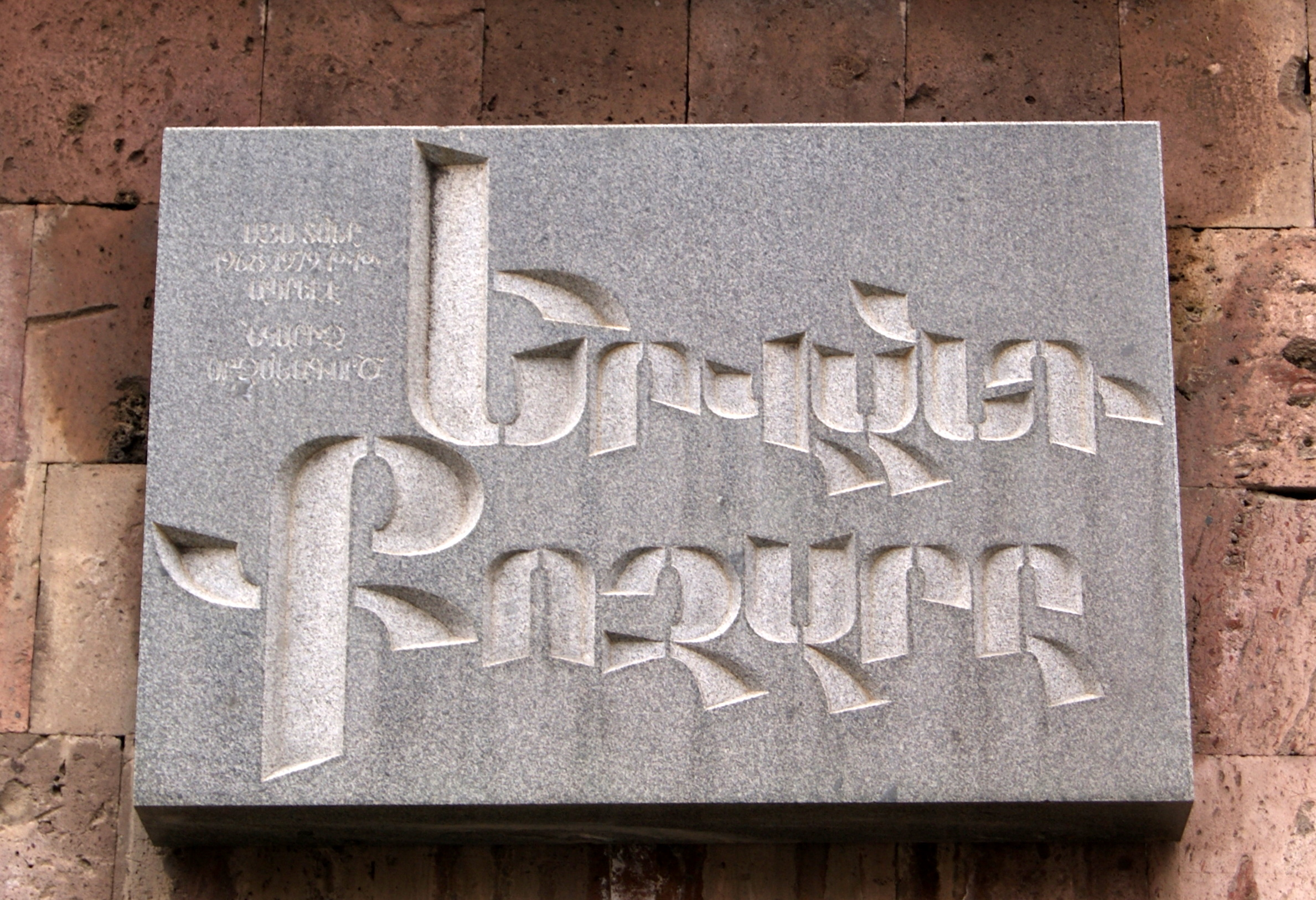
Мемориальная доска в Ереване, улица Дереника Демирчяна

- Народный художник Армянской ССР (1965)[9]
- Народный художник СССР (1976)
- Государственная премия Армянской ССР (1967)
- Орден Трудового Красного Знамени (1971).

## Память
- Именем Ерванда Кочара в Ереване названа улица
- В 1984 году в Ереване открылся Дом-музей Ерванда Кочара (проспект Маштоца, 39/12), который представляет весь творческий путь художника. Только в музее Е. Кочара и в Центре Помпиду можно увидеть работы из серии «Пространственная живопись».